# Tmavka švestková
Tmavka švestková (Eurytoma schreineri) je druh hmyzu z čeledi tmavkovití (Eurytomidae). Je významným škůdcem plodů některých druhů slivoní, může způsobit ztrátu podstatné části úrody.

## Popis
Dospělci tmavky mají černé zbarvení, křídla jsou průhledná, přední mírně zakouřená. Hlava a hruď jsou matné, výrazně důlkovité, oči jsou červené a poměrně velké. Zadeček je lesklý, nohy mají hnědavá chodidla, konce stehen a holení. Samci jsou štíhlejší a dorůstají délky 4–6 mm, samice délky 7–7,5 mm. Tykadla mají 11 článků a jsou zalomená.
Larvy jsou bělavé s nažloutlou hlavovou kapsulí a hnědými kusadly, zavalité, beznohé, zahnuté do tvaru písmene C, poslední instar je dlouhý 7–9 mm.

### Možnost záměny
Dospělci jsou podobní dalším druhům rodu Eurytoma. Odliší se podle zakouřených křídel a velikosti těla (většinou přes 5 mm).

## Výskyt
Tmavka švestková pochází z jihu evropské části Ruska, jihu Ukrajiny, Arménie a Gruzie. V 2. polovině 20. století se druh rozšířil do Moldavska, Rumunska a Turecka. 
V roce 2011 byl zjištěn výskyt na Slovensku, o rok později poprvé v ČR na Moravě a v roce 2013 u Turnova. Silný výskyt byl zaznamenán v Bílých Karpatech na moravsko-slovenském pomezí. 

## Rozmnožování
Dospělci létají při teplotách vyšších než 16 °C, délka jejich života dosahuje 6–11 dní. Začátek kladení vajíček nastává 10–12 dní po odkvětu švestek, období kladení trvá 2–3 týdny. Oplodněné samice propichují kladélkem vyvíjející se plody a kladou vajíčka do ještě měkkých pecek. Samice naklade průměrně 30–40 vajíček. Larvy se líhnou po 16–20 dnech. V každé pecce se vyvíjí pouze jedna larva, která vyžírá jádro pecky. To má za následek ukončení růstu plodu, jeho předčasné vybarvení, mumifikaci a většinou opad.
Larva přezimuje v pecce opadlého plodu, kuklí se na jaře.

## Škůdce
Tmavka švestková napadá hlavně plody slivoně švestky, slivoně slívy a slivoně mirabelky. Napadení tmavkou může způsobit ztrátu více než 80 % úrody (dle údajů z Rumunska a Moldavska). Podle pozorování z ČR z roku 2013 činil odhad opadu plodů v místech nejsilnějšího výskytu tmavky až 90 %. Tmavkou je nejvíce ohrožena ekologická produkce a další systémy pěstování ovoce s omezeným použitím insekticidů. Masový opad plodů při silném napadení začíná v českých podmínkách na počátku července.